# Thomas Morley
Thomas Morley (ur. 1557 lub 1558 w Norwich, zm. 1602 w Londynie) – angielski kompozytor, organista i teoretyk muzyki.

## Życiorys
Mógł być uczniem Williama Byrda. Od 1583 do 1587 był kierownikiem chóru i organistą w katedrze w Norwich. Studiował na Uniwersytecie Oksfordzkim, w roku 1588 uzyskał stopień bakałarza. Pracował jako organista w kościele S. Giles, później w Katedrze św. Pawła w Londynie. W roku 1592 został członkiem kapeli królewskiej. Otrzymał też przywilej na założenie drukarni (1598 r.).

## Twórczość
Kompozycje instrumentalne:

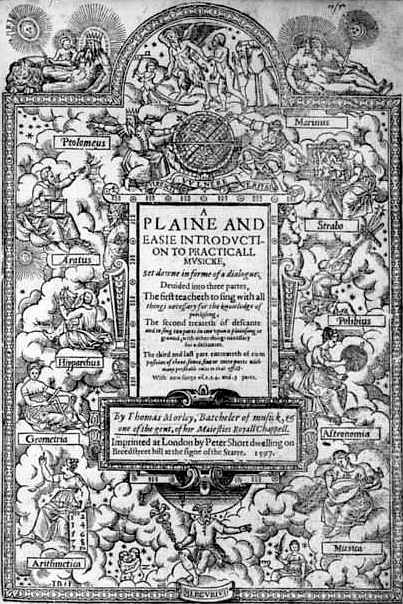

- zbiór The First Book of Consort Lessons (1599)
- 3 utwory na wirginał w W. Forster's Virginal Book

Kompozycje wokalne:
- canzonetty w zbiorach Canzonets to Three Voyces (1593), The First Booke of Canzonets (1595), Canzonets with Some Songs (1602) madrygały - wydane w dwóch księgach (1594, 1600)
- ballets (5 ksiąg)
- arie
- psalmy, responsoria, msze i inne utwory kościelne zebrane w The Whole Booke of Psalmes (1621), oraz The First Booke of Selected Church Music (1641)

Prace teoretyczne:
- A Plaine and Easie Introduction to Practicall Musick (1597) - podręcznik kompozycji

## Znaczenie kompozycji Thomasa Morleya
Thomas Morley uważany jest za jednego z najwybitniejszych przedstawicieli angielskiej muzyki wirginałowej. Wśród kompozytorów piszących na ten instrument (byli to m.in. William Byrd, Thomas Tallis i Orlando Gibbons) wykształciła się forma wariacji oraz wirtuozowskie podejście do sposobu gry. W muzyce wokalnej Morley kontynuował tradycje włoskie - tworzył głównie madrygały.
Twórczość religijna Morleya obejmuje motety, anthemy, psalmy, modlitwy i części składające się na nabożeństwa anglikańskie.

## Źródła/Bibliografia
- ABC historii muzyki, Małgorzata Kowalska, Musica Iagellonica, Kraków 2001, ISBN 83-7099-102-5
- Mała encyklopedia muzyki, Stefan Śledziński (red. naczelny), PWN, Warszawa 1981, ISBN 83-01-00958-6